# Пусте Горнешно
Пусте Горнешно (рос. Пустое Горнешно) — присілок у Лузькому районі Ленінградської області Російської Федерації.
Населення становить 1 особу. Належить до муніципального утворення Волошовське сільське поселення.

## Історія
Згідно із законом від 28 вересня 2004 року № 65-оз належить до муніципального утворення Волошовське сільське поселення.

## Населення
| 1710 | 1838 | 1997 | 2007 | 2010 |
| ---- | ---- | ---- | ---- | ---- |
| 23   | ↗73  | ↘9   | ↘2   | ↘1   |